# Lygephila schachti
Lygephila schachti is een vlinder uit de familie van de spinneruilen (Erebidae). De wetenschappelijke naam van de soort is voor het eerst geldig gepubliceerd in 1986 door Behouneb & Hacker.